# Chrystabel Procter
Chrystabel Prudence Goldsmith Procter, née le 11 mars 1894 à Londres et morte le 21 juin 1982 à Weston-super-Mare, est une horticultrice et pédagogue britannique.

## Biographie
Chrystabel Procter naît au 11 Kensington Square, fille de Joseph Procter, agent de change, et de l'artiste Elizabeth Procter (née Brockbank). Son grand-père, William Brockbank, est un homme d’affaires de Manchester, mécène et naturaliste amateur. Sa sœur cadette, Joan Beauchamp Procter, est zoologiste. Les résidences familiales disposent de grands jardins, ce qui facilite l'investissement botanique et en histoire naturelle des sœurs, surnommées Flora (Chrystabel) et Fauna (Joan).
Chrystabel Procter fait ses études à la St Paul's Girls' School, à Londres, où elle étudie la chimie et la botanique, puis au Glynde College for Lady Gardeners, dans le Sussex. Elle renonce à étudier à l'université de Cambridge du fait d'une surdité qui se déclare lorsqu'elle a 15 ans, et s'oriente vers une carrière d'horticultrice. Elle étudie durant une année, en 1915, au Glynde College for Lady Gardeners, créé en 1902 par Frances Wolseley et qui assure aux jeunes femmes une formation supérieure en deux ans.
Chrystabel Procter devient jardinière à la St Paul's Girls' School, de 1916 à 1925, à la demande de sa principale, Frances Ralph Gray. Elle enseigne le jardinage après avoir obtenu le diplôme d'enseignement de la Royal Horticultural Society, en 1919,. Elle est ensuite jardinière en chef et enseignante au Teacher Training College de Bingley, dans le Yorkshire, avant d'assumer sa fonction la plus connue, à partir de janvier 1933, de jardinière déléguée à Girton College à Cambridge, et d'examinatrice en jardinage au Homerton College.
À Girton College, elle est responsable de la gestion des jardins, des terrains et du personnel attaché à ces départements. Il lui incombe notamment de fournir fruits et légumes non seulement au collège pendant la période de rationnement de la Seconde Guerre mondiale,,, mais également aux cantines qui alimentent les enfants évacués sur Cambridge, fournissant ainsi 1 900 kg de pommes de terre en 1941-1942, contre 1 300 kg en 1937-1938.
Après la guerre, Chrystabel Procter prend un poste à la Bryanston School de Blandford, dans le Dorset. Elle prend sa retraite en 1950, et voyage en Australie et en Afrique de l’Est. Elle séjourne de 1957 à 1961 au Kenya, à l'institut quaker de formation d'enseignants de Kaimosi, dont l'une de ses amies, Helen Neatby, est directrice,,.
Elle se réinstalle en Angleterre en 1961. Elle est l'auteure de poèmes et d'articles publiés dans le Daily Express, et dans les magazines Everyman et Time and Tide, d'un récit biographique sur Helen Neatby (1973) et d'un récit autobiographique inédit, intitulé Flora et Fauna, sur sa sœur Joan et elle-même. Elle vit ses dernières années dans une maison de retraite à Weston-super-Mare, dans le Somerset, où elle meurt le 21 juin 1982.

## Publications
- Helen Neatby, a Quaker in Africa, Friends Book Centre, 1973, 105 p. (OCLC 36093994)

## Distinctions
- Membre de la Linnean Society of London[1]
- Membre de la Royal Horticultural Society[1]